# Brzeziny
Brzeziny (udtale: [bʐɛˈʑinɨ]; Yiddish: ברעזין, Brezin) er en by og kommune (Gmina) i det centrale Polen. Den ligger i voivodskabet Łódźsk (Województwo łódzkie) og har 12.117(2021) indbyggere og et areal på 		29,58 km². Den er administrationsby i powiat (amt) Brzeziny. Brzeziny ligger omkring 15 kilometer øst for centrum af Łódź

## Historie
Brzeziny dateres tilbage til det 13. århundrede, fra 1332. Byen spillede en vigtig rolle i udviklingen af handlen mellem den polske by Toruń og Rutenien fra det 15. til det 17. århundrede. Af særlig økonomisk betydning var håndværk og skrædderi. Brzeziny var et amtssæde i den storpolske provins i Kongeriget Polen.
Brzeziny havde et af de ældste jødiske samfund i Polen og var kendt som Krakówek ("Lille Kraków"). Den polske adelskvinde Anna Łasocka bragte de første jødiske vævere til Brzeziny, og var i 1547 den første reference til en jødisk befolkning. Byen var kendt for sine jødiske skræddere. I det 17. århundrede var der også et betydeligt skotsk samfund i Brzeziny.
I 1793, efter den anden deling af Polen, blev byen og regionen annekteret til Kongeriget Preussen som Sydpreussen. I juli 1807, efter Tilsittraktaten, blev byen overført til det kortvarige polske hertugdømme Warszawa og blev efter juni 1815 en del af det russisk-kontrollerede kongres-Polen til 1916.